# Boehmeria gracilis
Boehmeria gracilis là loài thực vật có hoa trong họ Tầm ma. Loài này được C.H.Wright mô tả khoa học đầu tiên năm 1890.